# Zhejiang Professional Football Club
El Zhejiang Professional Football Club (chino: 浙江职业足球俱乐部, pinyin: Zhèjiāng zhíyè zúqiú jùlèbù), hasta 2021 llamado Zhejiang Greentown, es un club de fútbol chino de la ciudad de Hangzhou. Fue fundado en 1998 y juega en la Superliga de China.

## Historia
Zhejiang Green Town Football Club se fundó oficialmente el 14 de enero de 1998, con un capital de 16.000.000 de yuanes, y Zeng Leming fue nombrado director general. Greentown Real Estate Company, Hangzhou Qiantang Real Estate Company, la Universidad de Zhejiang y la Asociación Provincial de Fútbol de Zhejiang participaron en la creación y el registro del club. La empresa formaría un equipo juvenil antes de crear finalmente un equipo senior el 22 de enero de 1999, para participar en la tercera división con Bao Yingfu como primer entrenador. No esperarían mucho para demostrar su ambición, ya que en 2000 se clasificaron para las eliminatorias, antes de perder contra el Tianjin Lifei. Aún decidido a ganar la promoción, el club decidió comprar el derecho a jugar en la Liga Jia-A de la Asociación China de Fútbol (CFA), así como 32 jugadores del primer equipo del Jilin Aodong el 23 de noviembre de 2000, por 25.000.000 de yuanes, a tiempo para el comienzo de la temporada de liga de 2001. Con el nuevo director general, Shen Qiang, el club consiguió nuevos patrocinadores y Gu Mingchang fue el nuevo entrenador. Sin embargo, durante este periodo, el club no pudo ascender a la máxima categoría y el presidente Song Weiping expresó su decepción con el equipo. Song Weiping pronto descubriría la razón de los decepcionantes resultados de su club cuando se descubrió que varios de sus jugadores y entrenadores aceptaban sobornos, destacando una derrota por 6-0 contra el Changchun Yatai en la temporada de liga de 2001, que supuso la expulsión de los participantes infractores durante un año, mientras que el club disponía de tres meses para reformarse y volver a solicitar una licencia de juego de la CFA. En 2005, la empresa de Song Weiping, Greentown China Holdings Limited, se hizo con el 96% del equipo por 20.000.000 de yuanes, mientras que la Universidad de Zhejiang se quedó con el 4%.[cita requerida]
Con Wang Zheng como entrenador, el equipo empezó a luchar por el ascenso, que logró al final de la temporada 2006, cuando quedó segundo de la división. El club luchaba a menudo contra el descenso y contrató a varios entrenadores para paliar el problema, pero esto no fue suficiente durante la temporada 2009, en la que el equipo se encontró en zona de descenso. Sorprendentemente, al club se le permitió permanecer en la Superliga CFA 2010 después de que se descubriera que Chengdu Blades y Guangzhou GPC eran culpables de amaño de partidos. Tras salvarse del descenso, el club se lanzó a una carrera de inversiones y fichó a varios internacionales chinos de renombre, como Du Wei, Li Yan y Wang Song. Los fichajes parecieron funcionar y los resultados del club mejoraron significativamente a lo largo de la campaña de liga de 2010, en la que el club logró su mejor clasificación histórica, un cuarto puesto, y la oportunidad de jugar por primera vez en la Liga de Campeones de la AFC.[cita requerida]
Este club es conocido por su excelente academia de fútbol y sus instalaciones de entrenamiento para jóvenes. Sin embargo, descendió a la Primera Liga China tras obtener el penúltimo puesto en la Superliga de 2016 debido a sus malos resultados de la temporada, con solo 8 victorias en 30 partidos.[cita requerida]
Con el objetivo de hacerse con la corona en la competición de fútbol de los Juegos Nacionales de China de 2017, el Hangzhou Greentown adoptó una arriesgada política de "los jóvenes primero", más radical que nunca. Pero los buenos deseos fueron en vano. En 2017, el equipo luchó cerca de la zona de descenso en su primera temporada de la Liga China, mientras los jóvenes que formaban el Team Zhejiang veían cómo se les escapaba el campeonato en la final. El joven entrenador Xu Lei ocupó el puesto del técnico Hong Myung-bo y el equipo se clasificó finalmente noveno en la liga. Mientras tanto, el exjugador y veterano Jiao Fengbo también regresó como nuevo director general.[cita requerida]
El 14 de enero de 2018, el club cambió su nombre a Zhejiang Greentown por el 20 aniversario del club. Esa misma temporada alcanzaron el tercer puesto en la Liga China, a un puesto de regresar a la Superliga CFA.[cita requerida]
En septiembre de 2020, el equipo cambió su nombre a Zhejiang Energy Greentown, ya que Zhejiang Energy Group entró como uno de los principales accionistas, mientras que Song Weiping abandonó oficialmente el club.[cita requerida]
El 26 de febrero de 2021, de acuerdo con los requisitos de cambio no corporativo del nombre del club por parte de la Asociación China de Fútbol, tras varias rondas de discusión e informado a los departamentos provinciales pertinentes y a la Asociación China de Fútbol para su revisión y aprobación, el nombre del club cambió a Zhejiang Professional Football Club.[cita requerida]